# Kōstas Karamanlīs
Kōstas Karamanlis (in greco: Κώστας Καραμανλής), all'anagrafe Kōnstantinos Alexandrou Karamanlīs (IPA: [konstaˈdinos aˈleksanðru karamanˈlis]) (in greco Κωνσταντίνος Αλεξάνδρου Καραμανλής?; Atene, 14 settembre 1956) è un politico greco, primo ministro della Grecia dal 10 marzo 2004, a seguito della vittoria del suo partito alle elezioni del 7 marzo, fino al 3 settembre 2009, quando ha rassegnato le dimissioni al presidente della Repubblica Karolos Papoulias.
Egli è stato leader del partito di centrodestra Nuova Democrazia, fondato dal suo omonimo zio Kōnstantinos Karamanlīs.

## Biografia
Kōstas Karamanlīs si è laureato in giurisprudenza all'Università di Atene. Ha completato i suoi studi alla Tufts University. Dal 1974 al 1979 fu membro della sezione giovanile del partito Nuova Democrazia. Ha scritto un libro dal titolo "Eleftherios Venizelos e le Relazioni Estere della Grecia negli anni 1928-32".
Nel 1998 sposò Natasa Pazaiti, segretaria del suo ufficio politico a Salonicco. Dalle nozze nacquero due gemelli (un maschio e una femmina).

## Carriera politica
Nel 1989 fu eletto per la prima volta deputato nel collegio elettorale di Salonicco.
Nel 1997 assunse la carica di leader del partito di Nuova Democrazia in sostituzione di Miltiadīs Evert che era stato sconfitto alle elezioni legislative dell'anno precedente.
Dal 1999 al 2006 ha ricoperto la carica di presidente del Partito Popolare Europeo.
Nel maggio del 2000 l'allora deputato di Nuova Democrazia, Giorgio Karatzaferis, in un'intervista concessa al quotidiano Eleftheros Typos, accusò Karamanlīs di aver perso le precedenti elezioni legislative perché "irretito" da Arīs Spīliōtopoulos, al tempo capo dell'ufficio stampa del partito. Il deputato, che nell'intervista aveva usato toni alquanto salaci, fu espulso dal partito. La vicenda ebbe un'eco sarcastica sulla stampa turca.
Karamanlīs guidò il suo partito alla vittoria elettorale del 7 marzo 2004 divenendo Primo ministro della Grecia.
Agli inizi del 2006 emerse che le conversazioni su cellulare di Karamanlīs e di altri eminenti personaggi politici erano state intercettate dalla Vodafone.
Nell'agosto del 2007 rimise il mandato nelle mani del capo dello stato in seguito a critiche sul modo con cui era stato affrontato il problema degli incendi che avevano devastato vaste zone della Grecia soprattutto nella zona dell'Elide e dell'antica Olimpia
Le elezioni che erano state fissate per la domenica del 16 settembre 2007 furono vinte da Nuova Democrazia e Karamanlīs fu riconfermato nel suo incarico di Primo ministro.
Il nuovo governo di Karamanlīs dura da circa due anni quando il Primo ministro uscente chiede al Capo dello Stato Karolos Papoulias di sciogliere il Parlamento e indire nuove elezioni per le riforme correnti.
Alle elezioni anticipate del 6 ottobre 2009 viene però sconfitto dal PASOK guidato da George Papandreou che gli succede a capo del governo.
Il 30 novembre 2009, dopo la netta sconfitta elettorale, si dimette da presidente di Nuova Democrazia. Gli succede Antōnīs Samaras.

## Composizione del 1º governo Karamanlīs (2004 - 2007)
- Kōstas Karamanlīs – Primo ministro
- Theodoros Roussopoulos - Portavoce del governo
- Aristotelis Pavlidis – Ministro per l'Egeo e le politiche della Grecia insulare

- Kōstas Karamanlīs –
- Dimitris Sioufas – Ministro per lo sviluppo
- Georgios Alogoskoufis –
- Panos Panagiotopoulos – Ministro per l'Impiego e la Protezione Sociale
- Georgios Souflias – Ministro dell'ambiente, delle politiche territoriali e dei Lavori Pubblici
- Petros Molyviatis – Ministro degli Affari Esteri
- Nikītas Kaklamanīs – Ministro della Sanità e della Solidarietà Sociale
- Prokopis Pavlopoulos – Ministro degli Interni, Pubblica Amministrazione e Politiche per la Decentralizzazione
- Anastasios Papaligouras – Ministro della Giustizia
- Nikos Tsiartsionis – Ministro per la Macedonia e la Tracia
- Manolis Kefalogiannis – Ministro della Marina Mercantile
- Spilios Spiliotopoulos – Ministro della Difesa Nazionale
- Marietta Giannakou – Ministro dell'Educazione Nazionale e degli Affari Religiosi
- Georgios Voulgarakis – Ministro dell'Ordine Pubblico
- Savvas Tsitouridis – Ministro dello Sviluppo Rurale
- Dimitrios Avramopoulos – Ministro del Turismo
- Michalis Liapis – Ministro dei Trasporti e delle Comunicazioni

Variazioni
- 23 settembre 2004 – Savvas Tsitouridis si dimette da ministro dello sviluppo rurale ed è sostituito da Evangelos Basiakos.
- 5 febbraio 2006 – Primo rimpasto governativo. Georgios Voulgarakis è trasferito al Ministero della Cultura, Savvas Tsitouridis ottiene il ministero per l'impiego e la Protezione Sociale, Dora Bakoyannis il Ministero degli Affari Esteri, Dimitris Avramopoulos è trasferito al Ministero per la Salute e Solidarietà Sociale, Georgios Kalantzis diventa Ministro per Macedonia–Thrace, Vangelīs Meimarakīs Ministro per la Difesa Nazionale, Byron Polydoras Ministro per l'Ordine Pubblico e Fani Palli-Petralia Ministro del Turismo.
- 30 aprile 2007 - Savvas Tsitouridis si dimette e viene sostituito da Vasilios Magginas come Ministro dell'Occupazione e Protezione Sociale.

## Compagine ministeriale del 2º governo Karamanlīs (2007 - 2009)
| Ufficio                                                                   | Incaricato             | Dal               | Al             | Partito |
| ------------------------------------------------------------------------- | ---------------------- | ----------------- | -------------- | ------- |
| Primo ministro                                                            | Kōstas Karamanlīs      | 19 settembre 2007 | 6 ottobre 2009 | ND      |
| Ministro della Cultura                                                    | Michalis Liapis        | 19 settembre 2007 | 6 ottobre 2009 | ND      |
| Ministro per lo Sviluppo                                                  | Christos Folias        | 19 settembre 2007 | 6 ottobre 2009 | ND      |
| Ministro dell'Economia e Finanza                                          | Georgios Alogoskoufis  | 19 settembre 2007 | 6 ottobre 2009 | ND      |
| Ministro per L'impiego e la Protezione Sociale                            | Vasilios Magginas      | 19 settembre 2007 | 6 ottobre 2009 | ND      |
| sostituito da                                                             | Fani Palli-Petralia    | 18 dicembre 2007  | 6 ottobre 2009 | ND      |
| Ministro dell'Ambiente delle Politiche territoriali e dei Lavori Pubblici | Georgios Souflias      | 19 settembre 2007 | 6 ottobre 2009 | ND      |
| Ministro per gli Affari Esteri                                            | Dora Bakoyannis        | 19 settembre 2007 | 6 ottobre 2009 | ND      |
| Ministro della Sanità e della Solidarietà Sociale                         | Dimitris Avramopoulos  | 19 settembre 2007 | 6 ottobre 2009 | ND      |
| Ministro dell'Interno e l'Ordine Pubblico                                 | Prokopis Pavlopoulos   | 19 settembre 2007 | 6 ottobre 2009 | ND      |
| Ministro della Giustizia                                                  | Sotirios Hatzigakis    | 19 settembre 2007 | 6 ottobre 2009 | ND      |
| Ministro per la Macedonia – Tracia                                        | Margaritis Tzimas      | 19 settembre 2007 | 6 ottobre 2009 | ND      |
| Ministro della Marina Mercantile e le politiche insulari                  | Georgios Voulgarakis   | 19 settembre 2007 | 6 ottobre 2009 | ND      |
| Ministro della Difesa Nazionale                                           | Vangelīs Meimarakīs    | 19 settembre 2007 | 6 ottobre 2009 | ND      |
| Ministro dell'Educazione Nazionale e gli Affari Religiosi                 | Evripidis Stilianidis  | 19 settembre 2007 | 6 ottobre 2009 | ND      |
| Ministro per lo Sviluppo Rurale                                           | Alexandros Kontos      | 19 settembre 2007 | 6 ottobre 2009 | ND      |
| Ministro di Stato (portavoce del governo)                                 | Theodoros Roussopoulos | 19 settembre 2007 | 6 ottobre 2009 | ND      |
| Ministro del Turismo                                                      | Arīs Spīliōtopoulos    | 19 settembre 2007 | 6 ottobre 2009 | ND      |
| Ministro dei Trasporti e Comunicazioni                                    | Kostas Hatzidakis      | 19 settembre 2007 | 6 ottobre 2009 | ND      |